# Marie-Anne de Mailly-Nesle
Marie-Anne de Mailly-Nesle, házassága révén La Tournelle márkiné, majd Châteauroux hercegnője (Párizs, 1717. október 5. – Párizs, 1744. december 8.), francia nemes kisasszony, udvarhölgy, XV. Lajos francia király egyik hivatalos szeretője.

## Élete
1717. október 5-én született, Louis de Mailly (Nesle és Mailly márkija és Oránia hercege) és Armande Félice de La Porte Mazarin öt lánya közül a legkisebbként. A szülők 1709-ben kötöttek egymással házasságot.
Anyai nagyapja Paul Jules de La Porte volt, Mazarin és La Meilleraye hercege, akinek édesanyja Hortense Mancini volt, Jules Mazarin bíboros egyik unokahúga.
Marie Anne-nak, akit hajadonként csak Monchy úrnőjeként ismert a környezete, négy édestestvére született:
- Louise Julie (1710-1751), apja legidősebb örököseként Mailly grófnője és úrnője
- Pauline Félicité (1712-1741), Nesle úrnője és Vintimille márkinéja
- Diane Adélaïde (1713. február 11 - 1760. február 20.), Montcavrel úrnője és Lauraguais hercegnéje
- Hortense Félicité (1715-1763), Chalon úrnője és Flavacourt márkinéja

Az öt lánynak 1725-ben született még egy féltestvére is, Henriette de Bourbon, anyjuk szeretőjétől, Louis Henri de Bourbon-tól, Bourbon és Condé hercegétől.
Marie Anne 1734. június 19-én hozzáment a nála 11 évvel fiatalabb Jean-Baptiste Louis-hoz, Tournelle márkijához. A férfi 1740. november 23-án elhunyt.
1738-ban Pauline levelet írt nővérének, Louise-nak, aki akkor már XV. Lajos francia király szeretőinek sorába emelkedett az udvarnál. Kérte testvérét, hogy őt is hívja meg Versailles-ba, ami végül meg is történt. Pauline bemutatkozott az udvarnál, és fokozatosan elcsábította nővérétől a királyt, aki állítólag nagyon beleszeretett. Nesle úrnője így válhatott nővérét követve Lajos második hivatalos királyi ágyasává, vagyis ő is „maîtresse en titre” lett. A fülig szerelmes Lajos pazar ajándékokkal kényeztette újdonsült szeretőjét, többek között Pauline-nak adományozta a szemkápráztató Choisy-le-Roi kastélyt is, amelynek dekorációja és bútorai az épület felújítása után ezüst és kék színben pompáztak.
Ahhoz azonban, hogy Nesle kisasszony bizonyos mértékig tiszteletre méltó tagjává válhasson a francia udvarnak, a király férjhez kívánta adta őt egy olyan főnemeshez, aki hajlandó volt a látszat kedvéért beleegyezni a névházasságba. Az uralkodó hamarosan meg is találta kedvese számára a megfelelő hitvest, ezért Pauline 1739. szeptember 28-án, körülbelül 27 évesen nőül ment a nála 8 évvel fiatalabb Jean Baptiste Félix Hubert de Vintimille márkihoz, Luc grófjához. A márki igen elnézően viselkedett, ami újdonsült neje és Lajos intim kapcsolatát illette, ezért a király rangos címekkel és hatalmas, jól jövedelmező birtokokkal kárpótolta.
Pauline azonban nem sokáig élvezhette a királyi kegyencnői helyzetével járó kiváltságokat. 1741-ben meghalt első gyermekének, egy kisfiúnak születése közben. Halálát a szülés közben fellépő hirtelen görcsroham okozta. Csupán 29 évet élt. Egyetlen gyermeke a Louis nevet kapta apja, a király után. Az uralkodó elismerte őt törvényes fiának. Ő lett Luc hercege. Mivel külsőleg nagyon hasonlított XV. Lajosra, apja csak úgy becézte őt, hogy „Demi-Louis”, vagyis „Kicsi Lajos”. Louis az anyai nagynénjénél, Louise-nál nőtt fel, s a király élete végig fizette a gyermek neveléséhez szükséges kiadásokat, viszont csak ritkán látogatta meg fiát.
Fleury bíboros, a király akkori főminisztere inkább azt szorgalmazta Lajosnál, hogy térjen vissza Louise-hoz. A kardinális nyilván már előre sejtette, hogy ha az asszony húga, a ravasz Marie Anne lesz az uralkodó következő ágyasa, akkor ő, nővérével ellentétben, ki fogja használni frissen szerzett hatalmát, és nem biztos, hogy jó célokra. XV. Lajos sajnos csak kevés időt és energiát szentelt a bel- és külpolitikai ügyeknek, miközben magánélete folyton bonyolódott számos szeretőjének befolyása miatt.
Fleury bíboros félelmei Marie Anne-nal kapcsolatban nem voltak alaptalanok, mivel az asszonynak valóban voltak politikai ambíciói Versailles-ban.
Marie Anne biztonságban érezhette magát, mivel még ha nem is sikerül elcsábítania Lajost, de magas rangja (az uralkodó az asszony férjének adományozta a Châteauroux hercege címet, így Marie Anne hercegné lett) és hatalmas vagyona így megalapozza jövőjét Franciaországban. A hercegnét Lajos kinevezte felesége, a királyné udvarhölgyévé, s évi 80 ezer livre járadékot is biztosított újdonsült kegyencnőjének.
Az öt Nesle-nővér közül csak Hortense nem lett XV. Lajos szeretője. Louise után jött Pauline, Pauline után Diane, Diane után pedig Marie Anne. Marie Anne volt az, aki négyük közül a leginkább hatással volt Lajosra, s a legnagyobb politikai befolyásra tett szert a francia udvarban. Amikor a király pont két asszony (Louise és Marie Anne) szerelme között őrlődött, Diane is állást foglalt az ügyben, s végül úgy döntött, hogy Marie Anne mellé áll.
Marie Anne a pletykák szerint úgy tudta sokáig megtartani pozícióját a király mellett, hogy felajánlotta neki, párhuzamosan folytathat viszonyt nővérével, Diane-nal is. Ez volt az a pont, amikor Lajos ágyába fogadta Lauraguais hercegnét is.
A fondorlatos Châteauroux hercegné megpróbálta okos diplomáciai tanácsokkal ellátni őfelségét, s rá akarta bírni Lajost egy II. Frigyes porosz királlyal tervezett béke megkötésére is, 1744-ben. Marie Anne igen nagy jelentőségű politikai játszmákban vett részt a színfalak mögött. Mivel XV. Lajos gyakran volt távol háborús időkben, ilyenkor Marie a nővérével, Diane-nal töltötte szinte minden idejét, mindamellett Châteauroux hercegné inkább riválisának, mint testvérének tartotta az asszonyt.
Miután XV. Lajos csapatai vereséget szenvedtek Metznél, a nagy intrikus, Marie Anne némiképp kegyvesztetté vált, mivel ő is egyike volt a király tanácsadóinak, akik szorgalmazták ezt a háborút. Madame de Châteauroux már épp kezdte visszanyerni az uralkodó szimpátiáját, amikor az asszony hirtelen meghalt, 1744. december 8-án, 27 éves korában.
Marie Anne váratlan halála után Lajos egy ideig Diane-nal vigasztalódott, majd hamarosan intim viszonyba bonyolódott egy polgári származású férjes, kétgyermekes asszonnyal, az akkor 23 esztendős Jeanne-Antoinette Poisson Le Normant d’Etiolles-lal. Ez a hölgy később megkapta a királytól a Pompadour márkinője címet, ő lett a híres és hírhedt Madame Pompadour.
Châteauroux hercegnője jó barátságot ápolt Charlotte Aglaé d’Orléans-nal, XIV. Lajos francia király és Madame de Montespan unokájával is.